# 卡斯特尔菲达多
卡斯特尔菲达尔多（義大利語：Castelfidardo），是意大利安科纳省的一个市镇。总面积32.7平方公里，人口18797人，人口密度574.8人/平方公里（2009年）。ISTAT代码为042010。